# Pupina brenchleyi
Pupina brenchleyi е вид коремоного от семейство Pupinidae.

## Разпространение
Видът е разпространен в Микронезия.